# Xanthophryne tigerina
Xanthophryne tigerina é uma espécie de anfíbio anuro da família Bufonidae. Está presente na Índia. A UICN classificou-a como em perigo crítico.